# 盛浩偉
盛浩偉（1988年—），臺灣新生代小說家。2022年，擔任臺灣文學基地駐村作家。

## 生平
盛浩偉為外省人第三代，高中就讀臺北市立建國高級中學時加入青年社練習寫作，後來他畢業自國立臺灣大學日本語文學系、臺灣文學研究所，並曾赴日本東北大學、東京大學當交換學生。2012年，他以散文作品《沒有疼痛》獲得時報文學獎散文首獎。
2014年，他參與太陽花學運，是首批進入立法院的抗議學生之一。2017年，他出版第一本散文《名為我之物》。

### 私人生活
盛浩偉為已出櫃的男同性戀者。

## 著作

### 散文
- 《名為我之物》（2017年，麥田）

### 小說
- 《致親愛的孤獨者》（2019年，奇異果文創）

### 主編
- 《一百年前，我們的冒險：臺灣日語世代的文學跨界故事》（2023年，聯經）

### 合著
- 《終戰那一天：臺灣戰爭世代的故事》（2017年，衛城）
- 《華麗島軼聞：鍵》（2017年，九歌）
- 《百年降生：1900-2000臺灣文學故事》（2018年，聯經）
- 《國文開外掛：自從看了這本課本以後……》（2018年，奇異果文創）
- 《性別平等議題多元選讀本》（2019年，奇異果文創）
- 《不服來戰：憤青作家百年筆戰實錄》（2020年，奇異果文創）

## 外部連結
- 盛浩偉的Facebook專頁
- 盛浩偉的Instagram帳戶